# Лобойківська середня загальноосвітня школа
Лобо́йківська середня загальноосвітня школа — знаходиться у селі Лобойківка, Петриківського району Дніпропетровської області, Україна. Мова навчання — українська.

## Історична довідка
Заснована 1890 року як початкова чотирирічна школа, в 1940 році стала семирічною, в 1961 — восьмирічною. Новітня історія розвитку освіти у Лобойківці розпочалась з будівництва нового приміщення школи у 1967 році. З 1981 року школа функціонує як середня.
Сьогодні Лобойківська ЗСШ — це комунальний навчально-виховний заклад І — ІІІ ступенів, в якому здобувають освіту 217 дітей 1 — 11 класів.
За 27 років школою підготовлено 46 медалістів. Понад 50 відсотків випускників стають студентами вищих навчальних закладів Дніпропетровщини та України.
Серед випускників Лобойківської школи велика кількість висококваліфікованих працівників різних галузей господарства, державних службовців, педагогів, лікарів, інженерів, аграріїв, підприємців, фермерів.

## Кадровий потенціал
Навчально-виховний процес здійснюють 20 досвідчених педагогів, серед яких:
- Вчителів вищої категорії — 5
- Вчителів першої категорії — 9
- Вчителів другої категорії — 3
- Вчителів, що мають звання «Старший вчитель» — 4
- Вчителів, що мають звання «Вчитель-методист» — 3
- «Відмінник освіти України» — 3
- Керівників предметних районних методичних об'єднань — 2

## Основні пріоритети в роботі школи
- Створення передумов для всебічного розвитку дитини;
- Використання передових науково-педагогічних та інформаційних технологій в навчальному процесі;
- Гуманістична особистісно-орієнтована педагогіка та психологія;
- Комплексна система позакласної та позашкільної роботи, напрямлена на реалізацію творчих, духовних, інтелектуальних потреб дитини.

## Участь Лобойківської СЗШ в Національних освітніх проектах
- Науково-методичні засади впровадження вітчизняної моделі медіаосвіти в навчально-виховний процес (Всеукраїнський рівень, відповідно наказу Міністерства науки і освіти, молоді та спорту України від 27.07.2011 р. № 886)
- Вплив єдиного освітнього простору та Інтернет-технологій на становлення інноваційної особистості ХХІ століття та визначення їх складових (Обласний рівень, відповідно наказу Головного управління освіти і науки Дніпропетровської обласної державної адміністрації від 19.08.2011 р. № 665/0/212-11)

Терміни участі в експериментальній роботі на період з 2011 по 2016 роки.